# 松江清真寺
松江清真寺又名松江真教寺、云间白鹤寺，俗称松江回回坟，为位于中国上海市松江区岳阳街道中山中路365号（缸甏巷21号）的一座清真寺，由信仰伊斯兰教的达鲁花赤创建于元代至正年间，原名真教寺。
该寺大门坐南朝北，主体建筑坐西朝东，在布局上仍旧保持元、明时期清真寺的寺、墓合一的风格，主要建筑摹仿中国传统建筑形式建造，有外照壁、北大门、内照壁、邦克楼、北讲堂（讲经堂）、南讲堂（谘议堂）、礼拜殿、穿廊和窑殿等。其中礼拜殿为明永乐五年（1407）敕建，面阔三间，以穿廊与窑殿相连。窑殿为元代所建，采用阿拉伯建筑形式，以砖砌成，西为礼拜朝向凹壁，其它三面辟券门，内为球形拱顶，外为重檐十字脊顶，为上海地区现存最早的伊斯兰建筑，邦克楼的建筑形式亦类似窑殿。此外在寺内存有元代郡守达鲁花赤墓以及康熙十六年（1677）《重修真教寺碑记》、嘉庆十七年（1812）和道光元年（1821）《清真寺捐输碑记》等历代碑刻4块。
原寺四周均为穆斯林墓地，20世纪50年代初停止埋葬。